# Megachile oslari
Megachile oslari är en biart som beskrevs av Mitchell 1934. Megachile oslari ingår i släktet tapetserarbin, och familjen buksamlarbin. Inga underarter finns listade i Catalogue of Life.